# Svislacký rajón
Svislacký rajón (bělorusky Свіслацкі раён, rusky Свислочский район, polsky Rejon świsłocki) je územně-administrativní jednotkou na jihozápadně Hrodenské oblasti v Bělorusku. Byl založen 15. ledna 1940.
Zaujímá rozlohu 1,4 tis. km². Žije zde 22 tis. obyvatel. Administrativním centrem rajónu je město Svislač (bělorusky Свіслач, rusky Свислочь). Na jeho území leží městské sídlo Porazava, 152 obcí a 7 selsovětů.

## Geografie, přírodní podmínky
Rajón hraničí na severu s Běrastavickým a Vaŭkavyským rajónem Hrodenské oblasti, na jihu s Pružanským rajónem Brestské oblasti a na západě s Polskem.
Reliéf je pahorkatě-rovinný. Většinu území rajónu zaujímá Prybužanská rovina, na jihovýchodě se nachází Vaŭkavyská vysočina. Centrální část rajónu leží na rozvodí mezi povodím řek Naraŭ a Němen. Průměrná nadmořská výška se pohybuje mezi 180 a 200 metry nad mořem. Nejvyšší bod rajónu dosahující výšky 242 metrů se nachází 5 km západně od města Porazava.
Rajón má zásoby nerostného bohatství, na jeho území se nacházejí nachází ložiska hrubozrnného a stavebního písku, hlíny a jílu určeného k výrobě surové keramiky a rašeliny.
Rajón je součástí euroregionu Bělověžský prales. Vyvinuly se dvě turistické trasy, Svislač — Jatvjesk — Jakušoŭka — Ňazbodzičy — Ramanaŭcy — Dabravolja — Žarkaŭščyna — Cichavolja — Ňaměrža a Svislač — Věrdamičy — Porazava — Hrynjavičy — Novy Dvor. Jižní část regionu se nachází na území národního parku Bělověžský prales.

## Podnebí a vegetace
Klima je mírné kontinentální. Průměrná teplota v lednu je -5 °C, v červenci + 18 °C. Úhrn srážek činí 585 mm za rok. Vegetačního období trvá 199 dnů. Největšími toky rajónu jsou řeky Naraŭ, Ros, Svislač, Zelvjanka, Berniki. Převažují borové lesy, které zabírají 49% území rajónu. Bažiny zabírají 6,2 % území. Na jeho území leží polovina národního parku Bělověžský prales a část hydrologické rezervace „Дзікае“.

## Ekonomika
Zemědělské půdy zabírají 40,9 % území. Půdy jsou drnově podzolové (68,3 %) a podzolově bažinaté (14,5 %). Hlavním oborem je zemědělství, které se zaměřuje na chov mléčného skotu, pěstování obilí a krmných plodin, brambor, lnu. Rajón se také zaměřuje na potravinářský a dřevozpracující průmysl, také se zde nacházejí podniky zabývající se zpracováním stavebních hmot.
Územím rajónu prochází železniční trať ve směru Hajnówka (Polsko) — Svislač — Vaŭkavysk. Rajónní město Svislač je propojeno silnicí s městy Hrodna, Porazava a Vaŭkavysk.

## Pamětihodnost
K dochovaným památkám patří fragmenty panství v obci Harnastajevičy, kostel v obci Rynjavičy, kostel v obci Dabravolja, kostel svatého Michaela, kostel Nejsvětější Trojice a panství v obci Porazava, kostel svaté Paraskevy v obci Svěncica.
- Svislacké historicko-vlastivědné muzeum
- Budova svislackého gymnázia, město Svislač
- Památník Konstantymu Kalinowskému
- Dřevěný kostel z roku 1861, městské sídlo Porazava
- Kostel svatého archanděla Michaela, městské sídlo Porazava
- Panství a parkový komplex Butaŭt-Andrejkavičů
- Kostel svatého Petra a Pavla, obec Harnastajevičy
- Františkánský kostel, Hrynjavičy
- Kostel Nejsvětější Trojice, obec Astroŭski

### Galerie

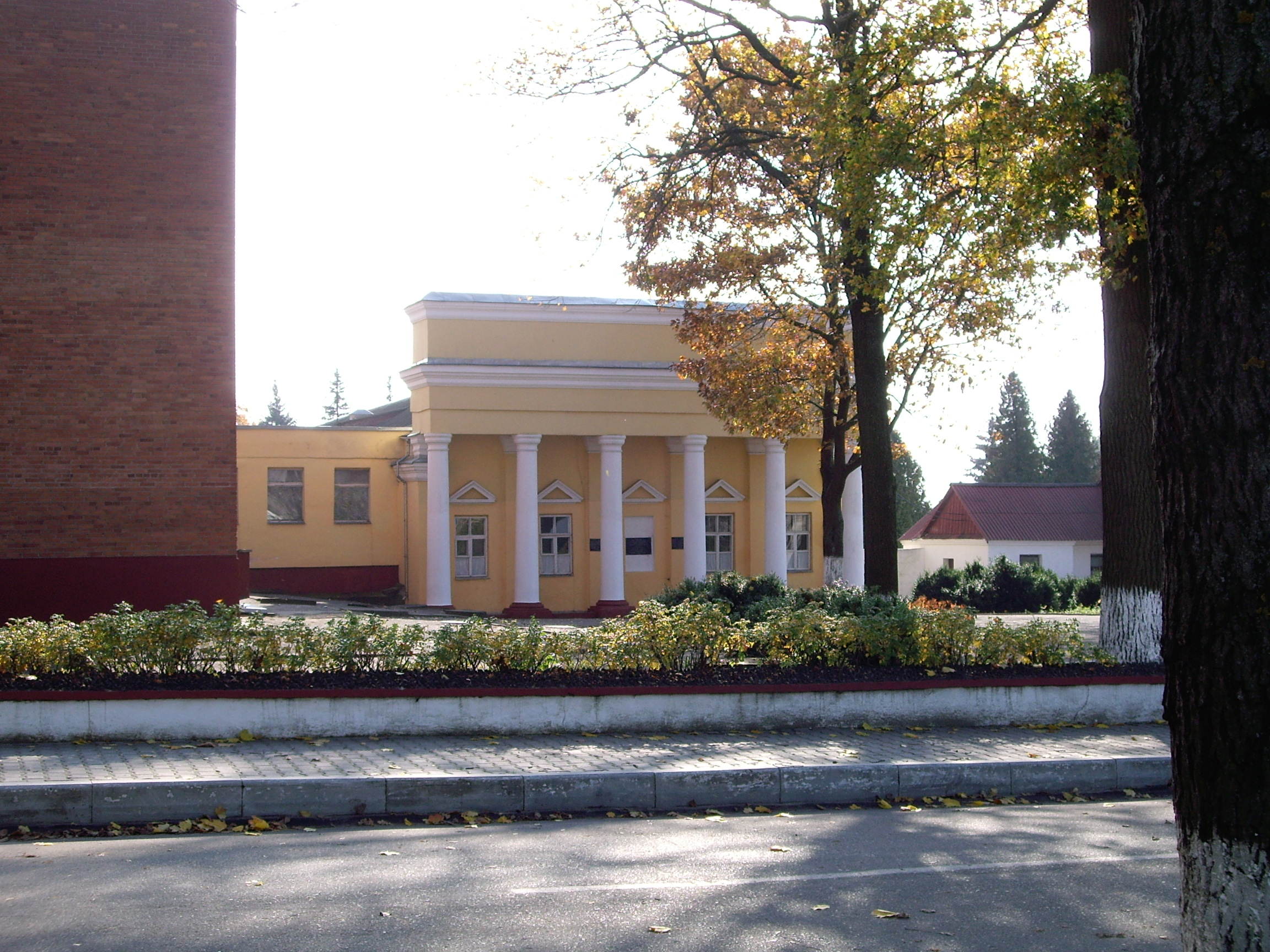
Budova gymnázia, město Svislač
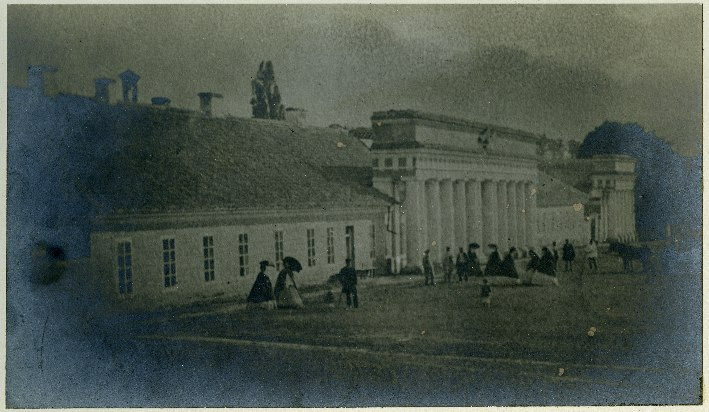
Budova gymnázia (r. 1900)
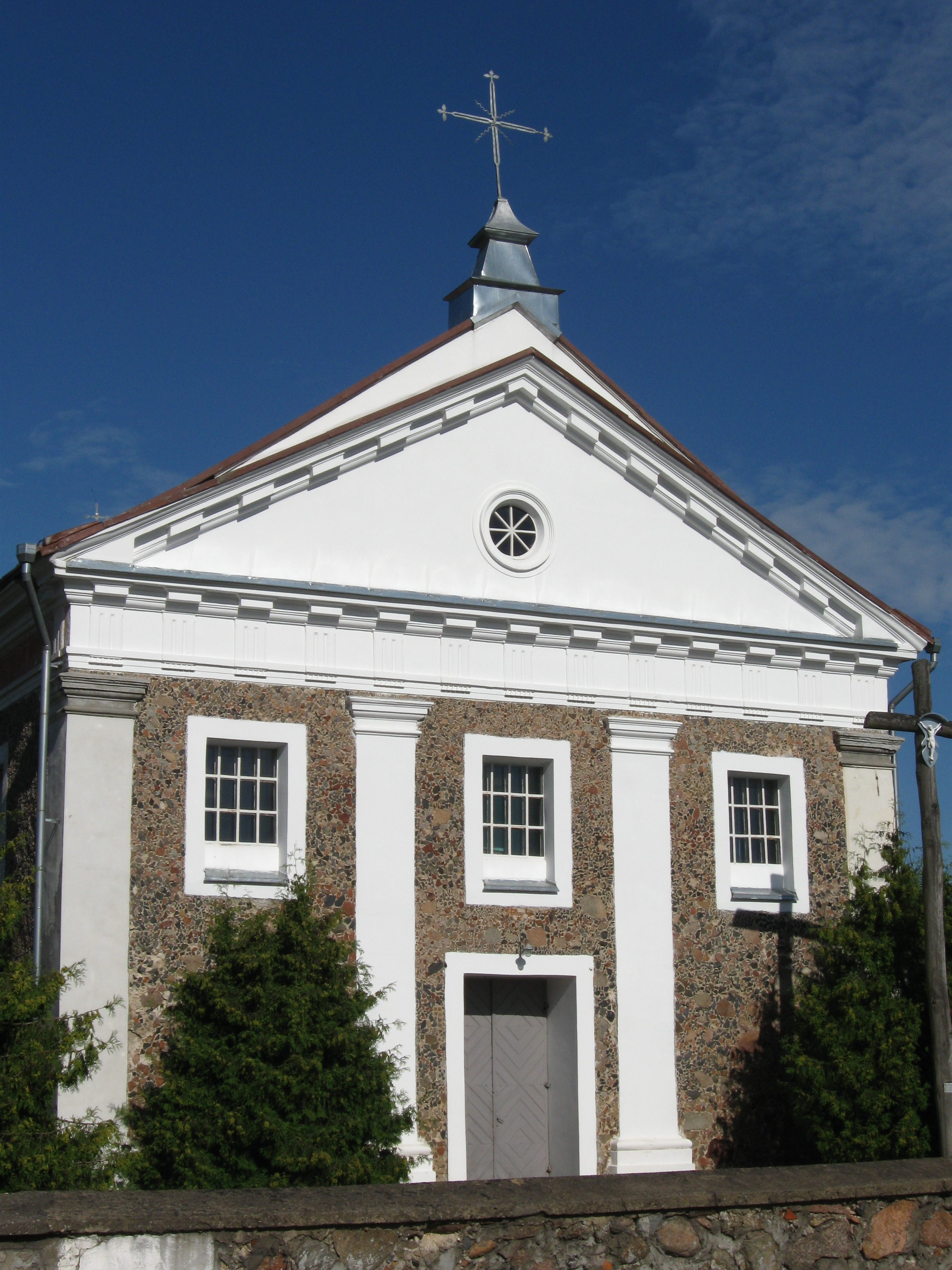
Kostel svatého archanděla Michaela, Porazava
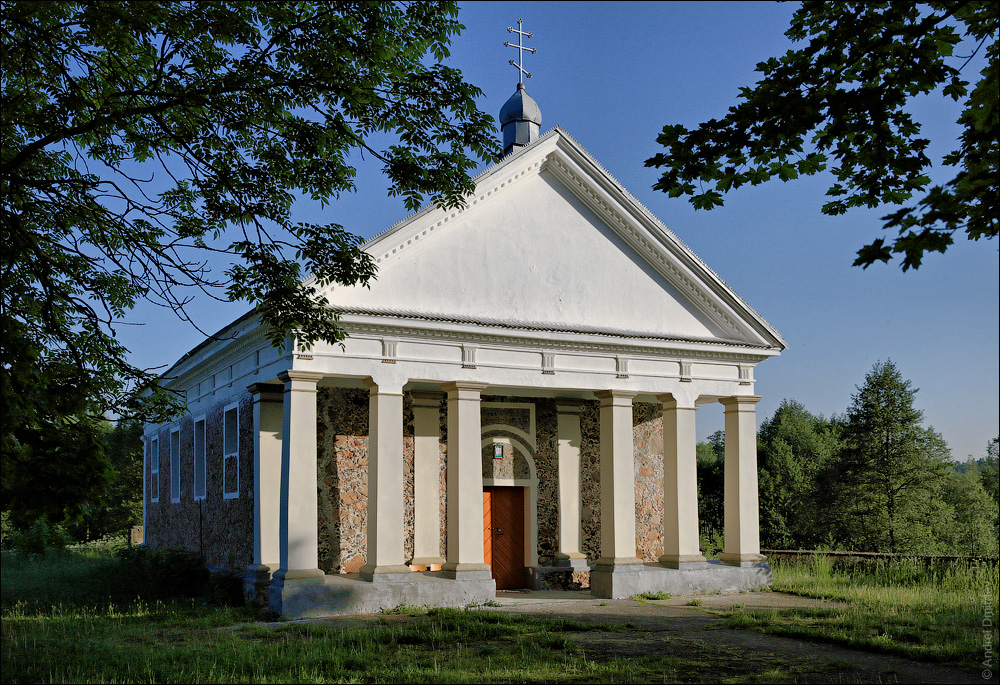
Kostel svatého Petra a Pavla, obec Harnastajevičy
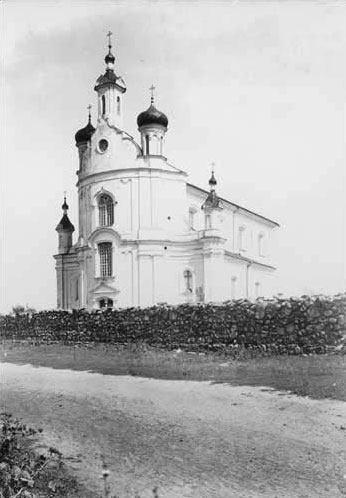
Františkánský kostel, Hrynjavičy (1900)
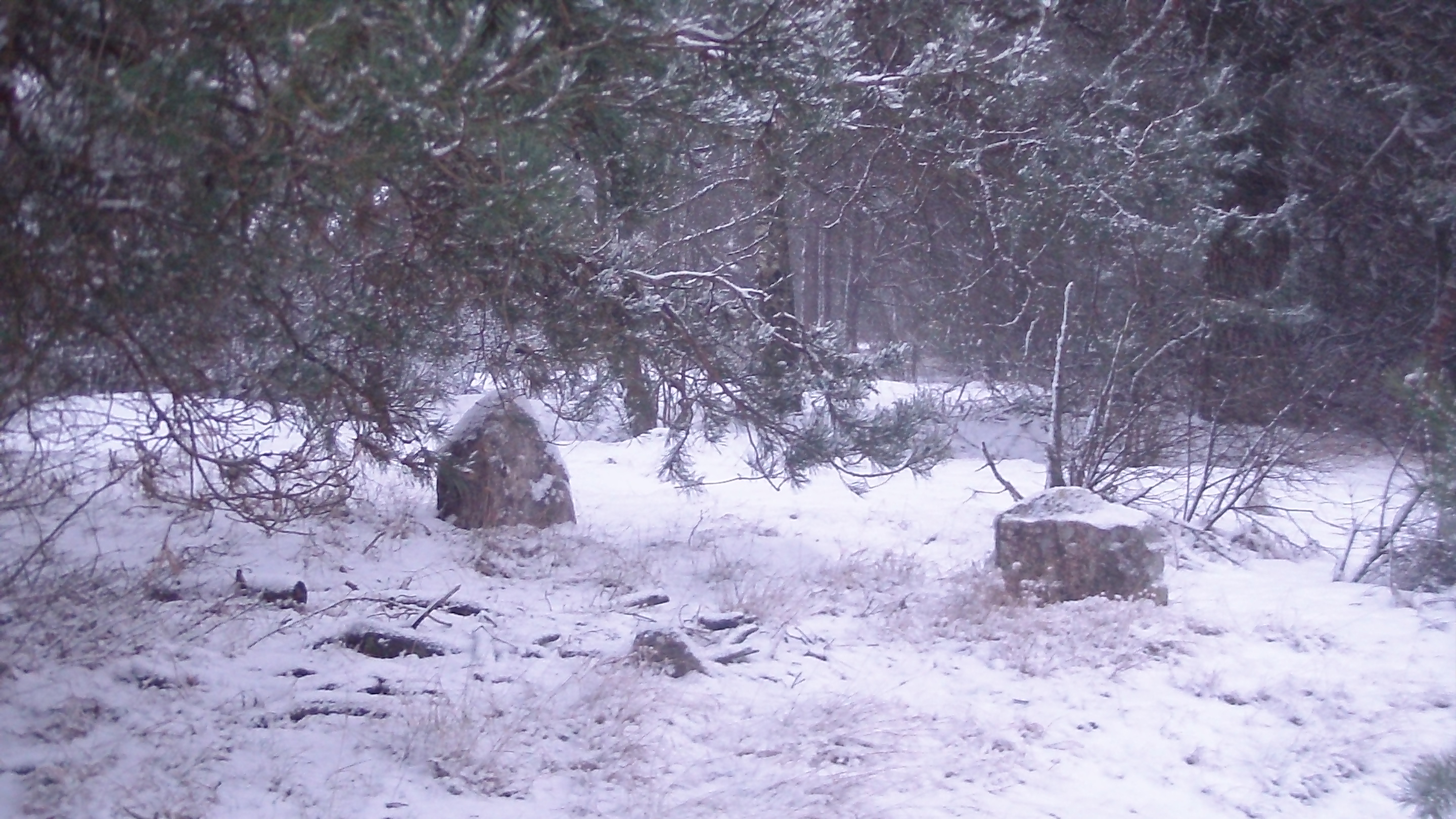
Kamenné mohyly, obec Studzieniki